# Магазинка
Магази́нка (до 1945 року — Магази́, крим. Mağazı) — село Перекопського району Автономної Республіки Крим.
Розташоване на сході району.
Відстань від райцентру до населеного пункту становить 23 кілометрів по прямій.

## Населення

### Мова
Розподіл населення за рідною мовою за даними перепису 2001 року:
| Мова                | Відсоток |
| ------------------- | -------- |
| російська           | 56,02%   |
| кримськотатарська   | 17,58%   |
| українська          | 22,08%   |
| інші/не визначилися | 7,32%    |